# Wassersleben

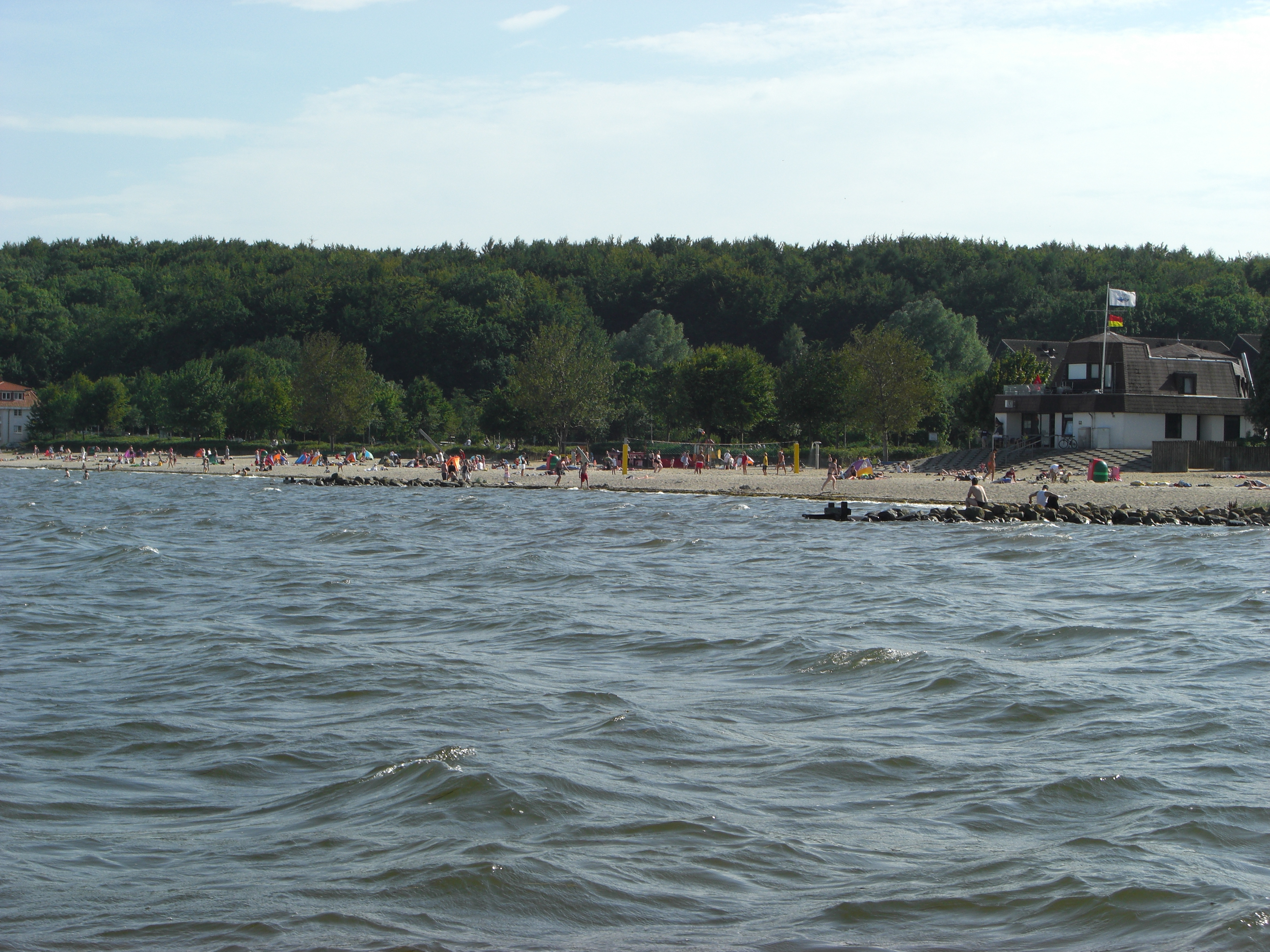
Wassersleben strandja a vízről nézve

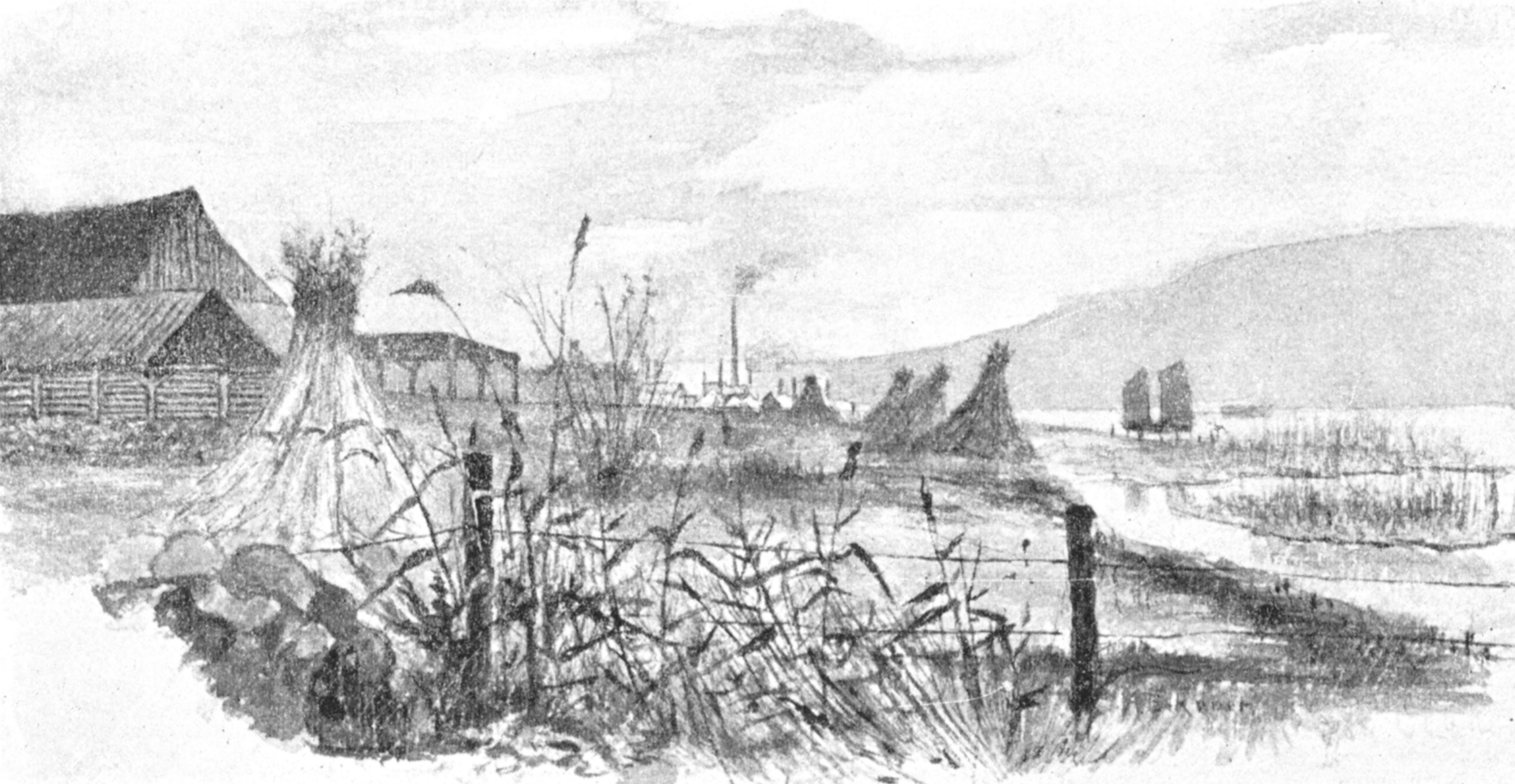
Wassersleben 1895 körül

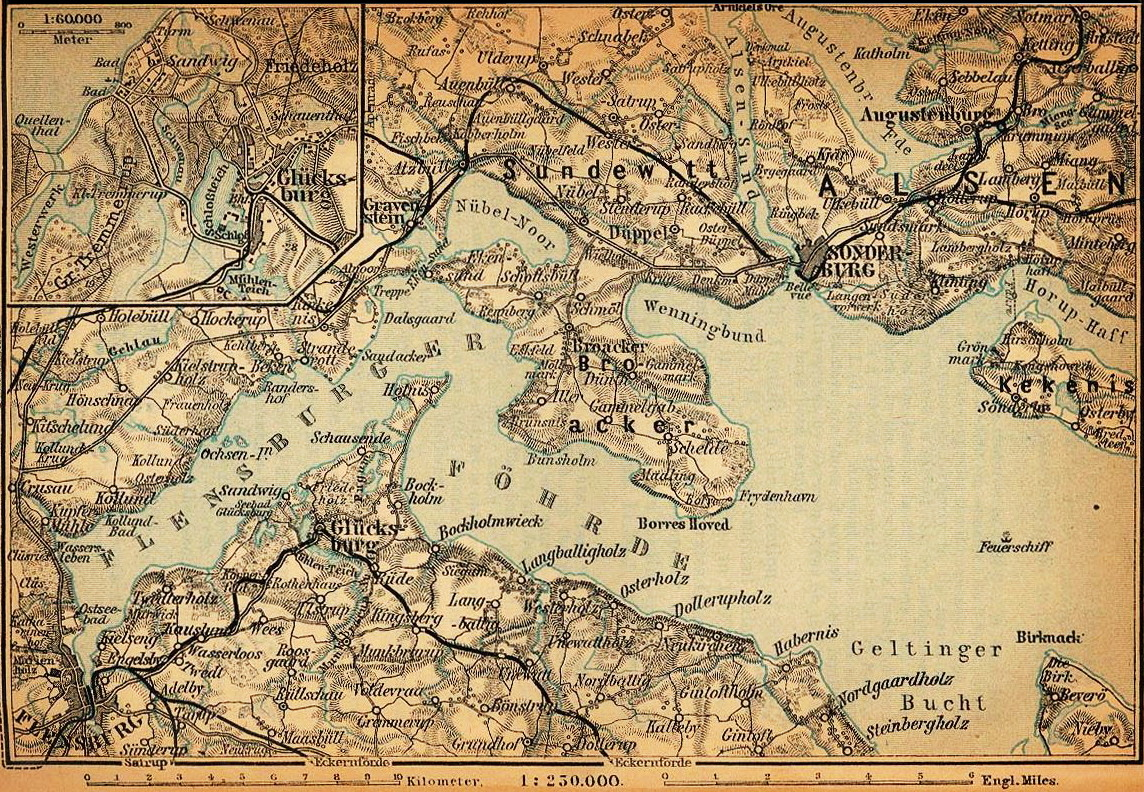
A Flensburg-fjord térképe 1910-ből, Wasserslebennel távol nyugaton

Wassersleben (korábban Sostie; dánul Sosti) településrész Schleswig-Flensburg járásban a német–dán határon Kruså (Krusau) közelében, amely északról határos Flensburggal. Közvetlenül egy tengerparti öbölben fekszik, a Flensburger Fördeben. Tengerpartja jelenleg strandként szolgál. A Balti-tenger legnyugatibb pontja.

## Története

### Megjelenése
Wassersleben Flensburg villa-külvárosaként alakult ki. A német Wassersleben név a dániai német kancellária egykori titkárára, Joachim Wasserschlebe konferenciatanácsosra (1709–1787) emlékeztet, aki 1780-ban vásárolt itt egy nagy telket a Krusau torkolatánál, közvetlenül a víz mellett, nyugdíjas otthonának. A dánul és korábban németül is használt Sosti(e) név a régebbi név, amelyet először 1767-ben dokumentáltak írásban. A disznó és az istálló (anord. stīa ) vagy esetleg az út (dán sti ) kifejezésekből áll, és valami olyasmit jelent, mint disznóól vagy vaddisznóút. Az elnevezés onnan eredhet, hogy a fjord erdeiben a gazdák sertést makkoltattak. Valószínűbb azonban, hogy a név a ma is létező nagy vaddisznó előfordulásokra utal.

### Fejlesztések a 19. században
Wassersleben korábban Bov plébániájához tartozottt (Bau). 1871 óta Wassersleben Niehuus falusi közösségének része volt. Valamikor ebben az időszakban a plébánia összes vidéki közössége a Bau kerületnek volt alárendelve.
1816-tól kb. 1830-ig Johannes Sybrandt Lorenzen téglagyárat működtetett Wasserslebenben. A közösség vezetője, Karl Julius Paul Lorenzen hadnagy 1873. március 3-án tervpályázatot nyújtott be egy wasserslebeni telkre, ahol nagyapja (Johannes Sybrandt Lorenzen) 1830-ig a téglagyárat üzemeltette, és amelyen ismét téglagyárat akart üzemeltetni. 12-én. A kérelmet az év szeptember 12-én hagyták jóvá, és a Lorenzen ezután megkezdte a gyártást. A téglagyár a tulajdonosváltás ellenére 1890 körülig működött. 1895-ben végül lebontották.

### A nemzetiszocializmus idejében
A szomszédos Kupfermühle önkormányzattal együtt Wassersleben 1938-ban, a náci korszakban bekerült Harrislee-be, bár ott alig volt közvetlen kapcsolat, és a település rendkívül közel van Flensburghoz.
A második világháború végén a fjord túloldalán helyezkedett el Mürwik úgynevezett különleges területe, ahol Karl Dönitz utolsó birodalmi kormánya volt. A német csapatok észak-németországi, dániai, norvégiai és észak-hollandiai részleges kapitulációja április 4-e után, május 11-én több mint 70 tengeralattjárót süllyesztettek el Flensburg térségében, ezek többségét Geltinger Birk körzetében, a Dönitz által ténylegesen visszavont szivárványrenddel összhangban. Úgy tűnik, Wassersleben közelében 1945. május 5-én négy tengeralattjáró elsüllyedt. Itt süllyesztették el a Flensburger Schiffbau-Gesellschaft által épített U 1303 és U 1304, valamint a XXI. osztályú U 3033 és U 3034 típusokat, az akkori legmodernebb tengeralattjáró-típust. A kapituláció idején számos hadihajó és kereskedelmi hajó is horgonyzott a fjordban, amelyek közül néhány a jelek szerint Wassersleben közelében is volt.

### A háború utáni időszakban
1971. február 10-én a mintegy 147,5 hektáros wasserslebeni strandot leválasztották Flensburg városától, és szintén Harrislee önkormányzatához került. A strandszakaszt közvetlenül az átvétel után homokpótlással kibővítették. Wassersleben azóta is felveszi a versenyt a közeli, 1870-es évekbeli balti-tengeri üdülőhellyel a flensburgi Klues városrészben, amely egy rövid sétával elérhető, miként a fjord túloldalán található Solitüde strand, amely szintén az 1920-as években jött létre.

## Wassersleben ma
Wassersleben még ma is a Schleswig-Flensburg járásban található Harrislee település része. Van egy homokos strandja a Flensburger Fördeben, amely mentes az idegenforgalmi adótól. A főszezonban egy megjelölt sík területet figyel a DLRG. Történelmileg az öböl északi szakasza részleges lezárásokon esett át a coliform fertőzés miatt. Nyár közepén a strandot németek és dánok is látogatják. A községben található a Räuberhauptmannsberg kősír. A környéken a rádióműsort a Wassersleben adó sugározza.
Több mint 10 éve február 21-én az ország legészakibb Biikebrennen tüze ezen a tengerparton leég. A fríz biikebrennennek azonban nincs kulturális hagyománya Flensburg környékén, amelynek történetében Frízföld bizonyos szerepet játszik: Fleno lovag, aki a legenda szerint részt vett a város alapításában, állítólag Leckből származott. Azt is feltételezik, hogy 1200 és 1400 között a fríz volt a harmadik használtos nyelv. Ráadásul a duburgi vár 1431-es ostrománál állítólag 800 fríz játszott döntő szerepet a vár legyőzésében a sáncmunkájukkal.
Erdei túraútvonal vezet Wasserslebenből a Schusterkate (cipészviskó) határátkelőn keresztül Kollundba. A Kluesi-erdő a közelben található, amely egy rekreációs erdő grillezővel, pázsittal és minigolf pályával. Wassersleben nagy része ma a Kluesrieser Gehölz tájvédelmi körzet része a Wassersleben-tengerfürdő fjord partjával együtt.
A fürdővíz minőségét az elmúlt években átlagosan jónak minősítették.

## Fordítás
- Ez a szócikk részben vagy egészben  a   Wassersleben című német Wikipédia-szócikk ezen változatának fordításán alapul.  Az eredeti cikk szerkesztőit annak laptörténete sorolja fel. Ez a jelzés csupán a megfogalmazás eredetét és a szerzői jogokat jelzi, nem szolgál a cikkben szereplő információk forrásmegjelöléseként.